# 波纹壳蛞蝓
波纹壳蛞蝓（学名：Philine scalpta）为壳蛞蝓科壳蛞蝓属的动物。分布于日本、朝鲜，包括黄海、渤海、海南等海域，属于温带性种类。其一般生活于潮下带浅水区-较深海底砂质底。